# HairGroup
Die HairGroup GmbH (vormals Essanelle Hair Group) war ein Friseurunternehmen mit Hauptsitz in Düsseldorf. Mit gut zwei Prozent Marktanteil war sie in Deutschland eines der größten Unternehmen der Branche und das einzige, das an der Börse gehandelt wurde. Im Jahr 2018 wurden die Gesellschaften HairGroup, Frisör Klier und Cosmo Beauty zur „Klier Hair Group“ verschmolzen.

## Geschichte
Die Essanelle Hair Group wurde nach eigener Aussage 1914 durch Seligmann & Latz in New York gegründet. 1967 wurde der erste Salon in Deutschland eröffnet. 1998 kam es zu einem Management-Buy-out. In seiner heutigen Form, also als GmbH, besteht das Unternehmen seit 2014.

### Übernahme durch Frisör Klier
Im Jahre 2002 begann Frisör Klier mit dem Ankauf von Essanelle-Aktien. Im Februar 2014 hielt Frisör Klier mehr als 90 % der Essanelle-Aktien, so dass im August 2014 die verbliebenen Minderheitsaktionäre im Rahmen eines Squeeze-Outs abgefunden und ausgeschlossen werden konnten. Aktien des Unternehmens wurden zuletzt am 12. August 2014 an der Börse gehandelt. Bis dahin war die Aktie im CDAX gelistet. Zeitgleich erfolgte die Umbenennung von HairGroup AG zu HairGroup GmbH.
Am 1. Juni 2018 wurde die HairGroup GmbH auf die Klier Hair Group GmbH verschmolzen. Im Juni 2019 wurde der Verwaltungssitz in Düsseldorf geschlossen und in die Hauptverwaltung der Klier Hair Group in Wolfsburg integriert.

## Geschäftszahlen
Zum Ende des Jahres 2009 beschäftigte Essanelle 4185 Mitarbeiter in 673 Salons. Der Umsatz betrug im Jahr 2009 128,0 Millionen Euro (im Vorjahr 129,2 Millionen Euro). Im Geschäftsjahr 2012 (2011) erwirtschaftete Essanelle mit 4.083 (4.016) Mitarbeitern einen Umsatz in Höhe von 126,5 (127,2) Millionen Euro. 684 (686) Salons gehörten zum Unternehmen.

## Angebot
Die HairGroup fasst ihre Salons unter drei verschiedenen Marken zusammen, nämlich essanelle Ihr Friseur, HairExpress und Super Cut. Die Marken unterscheiden sich hinsichtlich der Preise, der angebotenen Dienstleistungen und der Standorte der Salons. Ziel ist es, mit jeder Marke ein spezielles Publikum anzusprechen. Laut HairGroup sei dies ein wesentlicher Wettbewerbsvorteil gegenüber selbstständigen Salons, die in der Regel damit überfordert seien, sich als Marke zu präsentieren. Der Kunde erwarte dies aber heutzutage.
Die Salons befinden sich meistens in Einkaufscentern, in Kaufhäusern und Verbrauchermärkten. Die Ankermieter sollen den Salons vor allem Laufkundschaft zuführen.

essanelle
HairExpress
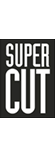
SUPER CUT